# Eudonia characta
Eudonia characta là một loài bướm đêm trong họ Crambidae.